# 葛飾北嵩
葛飾 北嵩（かつしか ほくすう、生没年不詳）とは、江戸時代の浮世絵師。

## 来歴
葛飾北斎の門人。本姓は島、名は重宣。諱は光義。葛飾の画姓を称し、酔醒斎、閑々楼、蘭斎、蕣亭、柳居と号す。神田明神下の伊勢屋佐兵衛宅に同居していたと伝わる。作画期は文化から文政年間にかけてで、主として読本や合巻、狂歌本の挿絵及び肉筆画などを描いた。晩年は東居と号し、浮世絵を廃して漢画を描いたという。

## 作品
- 『高野薙髪刀』（こうやかみそり）二冊　※読本、小枝繁（歠醨間士）作。文化5年（1808年）刊行
- 『浅間嶽面影草紙』　※読本、柳亭種彦作。文化6年刊行
- 『極彩色額小三』五巻　※合巻、山東京山作。文化8年刊行
- 『鱸庖丁青砥切味』　※合巻、柳亭種彦作。文化8年刊行
- 『美濃旧衣八丈綺談』五巻　※読本、曲亭馬琴作。文化11年（1814年）刊行